# 東栄町立東栄中学校
東栄町立東栄中学校（とうえいちょうりつ とうえいちゅうがっこう）は、愛知県北設楽郡東栄町にある公立の中学校である。

## 概要
- 東栄町唯一の中学校であり、校区は東栄町立東栄小学校と同じである。

## 沿革
東栄中学校は、1975年に東栄中学校〈旧〉と振草中学校、三輪中学校を統合し、新たに開校した中学校である。ここではそれ以前の東栄町の中学校についても記述する。
- 1947年（昭和22年）4月 -
  - 北設楽郡本郷町、御殿村、園村、下川村で学校組合を設立。組合立東部中学校が開校する。
  - 北設楽郡振草村に、振草村立古戸中学校、振草村立粟代中学校、振草村立神田中学校が開校する。
  - 北設楽郡三輪村に三輪村立三輪中学校が開校する。
- 1951年（昭和26年）4月1日 - 振草村立古戸中学校と振草村立粟代中学校が統合され、振草村立振草中学校となる。
- 1955年（昭和30年）4月1日 - 本郷町、下川村、御殿村、園村が合併し、東栄町が発足する。同時に組合立東部中学校は東栄町立東部中学校に改称する。
- 1956年（昭和31年）
  - 7月1日 - 三輪村が分割され、大字奈根と大字長岡の一部が北設楽郡東栄町に編入され、大字川合と大字長岡の一部が南設楽郡鳳来町に編入される。三輪村立三輪中学校は東栄町の中学校となり、東栄町立三輪中学校に改称し、校区は東栄町に編入された地域（現在の東栄町大字三輪）のみとなる。鳳来町に編入された地域（現在の新城市川合、新城市池場）は鳳来町立東陽中学校校区となる。
  - 9月30日 - 振草村が分割され、古戸、上粟代、下粟代、小林は東栄町に編入される。平山、神田、川合は、田口町、段嶺村、名倉村と新規合併し、設楽町となる。振草村立振草中学校は東栄町の中学校となり、東栄町立振草中学校に改称する。振草村立神田中学校は設楽町の中学校となり、設楽町立神田中学校に改称する[注釈 1]。
- 1962年（昭和37年）4月 - 東栄町立東部中学校が東栄町立東栄中学校〈旧〉に改称する。
- 1975年（昭和50年）
  - 4月 - 東栄町立東栄中学校〈旧〉、東栄町立振草中学校、東栄町立三輪中学校を統合し、新たに東栄町立東栄中学校として開校する。現在地に統合校舎が完成する。
  - 10月 - 特別教室棟が完成する。
- 1976年（昭和51年）12月 - 屋内運動場が完成する。
- 1978年（昭和53年）12月 - 武道場が完成する。

## その他
- 東栄中学校〈旧〉の跡地は、旧東栄中学校グラウンド。振草中学校の跡地は、東栄町生活支援ハウス緑風園。三輪中学校の跡地は障害者支援施設愛厚すぎのきの里となっている。

## 交通アクセス
- おでかけ北設（北設楽郡総合交通システム）東栄設楽線、豊根東栄線、東栄線、御園線、東薗目線「東栄町役場前」より徒歩約10分。

## 周辺施設
- 東栄町役場
- 東栄町立東栄小学校